# Selm Stenvall
Selm Stenvall (* 5. Mai 1914; † 28. Mai 1995) war ein schwedischer Skilangläufer.
Stenvall, der für den IFK Umeå und den Sorsele IF startete, belegte beim Holmenkollen Skifestival 1938 den siebten Platz über 50 km. Im folgenden Jahr holte er bei den Nordischen Skiweltmeisterschaften in Zakopane die Silbermedaille mit der Staffel. Im Jahr 1941 lief er bei den Lahti Ski Games auf den zweiten Platz über 50 km. In den Jahren 1942 und 1947 errang er jeweils den sechsten Platz und im Jahr 1946 den zweiten Platz beim Wasalauf. Zudem wurde er im Jahr 1949 Vierter bei diesen Lauf.